# Chamaecrista orbiculata
Chamaecrista orbiculata är en ärtväxtart som först beskrevs av George Bentham, och fick sitt nu gällande namn av Howard Samuel Irwin och Rupert Charles Barneby. Chamaecrista orbiculata ingår i släktet Chamaecrista och familjen ärtväxter.

## Underarter
Arten delas in i följande underarter:
- C. o. cercidifolia
- C. o. orbiculata
- C. o. trichothyrsus
- C. o. ustulata

## Bildgalleri

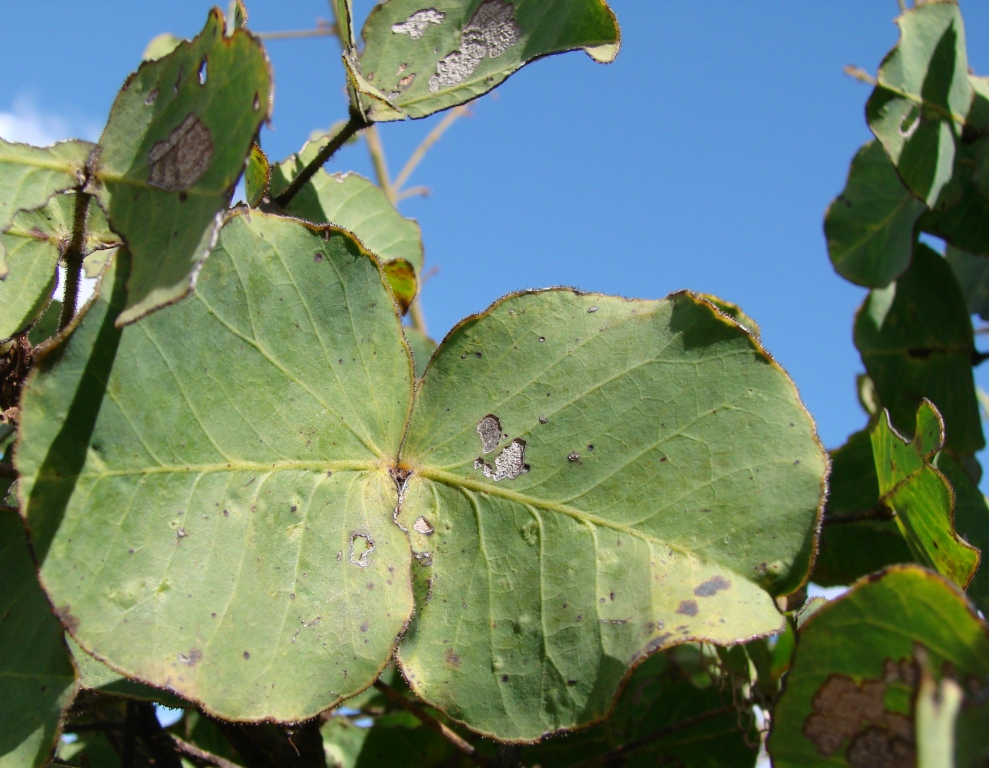
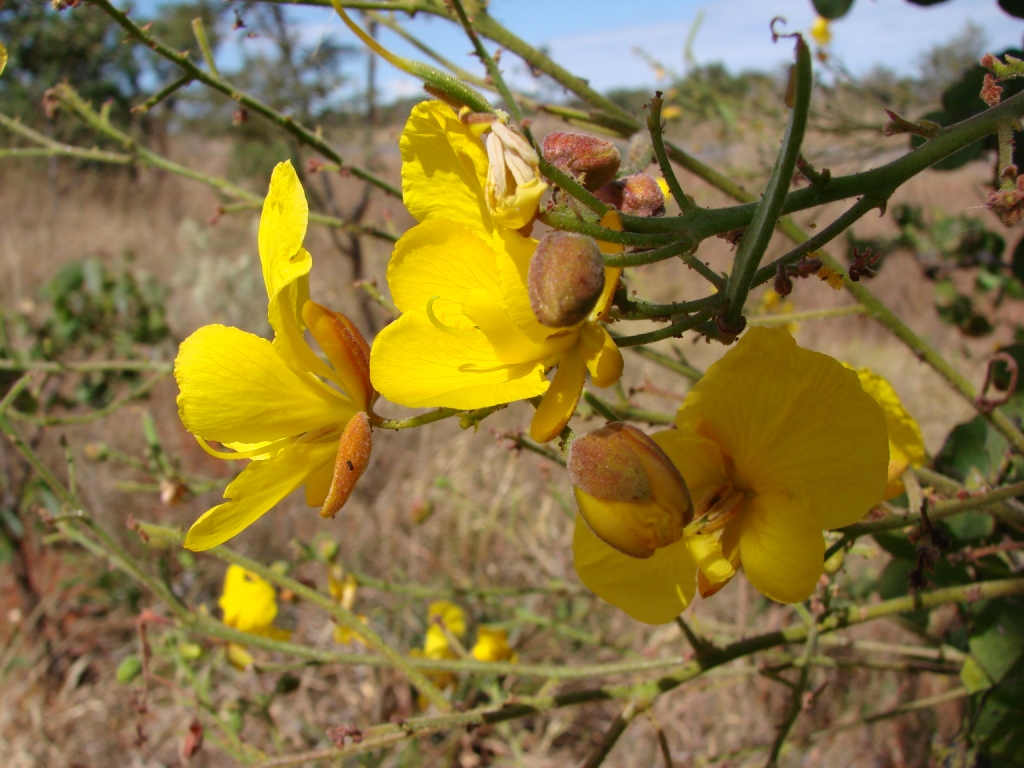